# Solberga pastorat
Solberga pastorat är ett pastorat i Kungälvs kommun och Stenungsunds kommun i Bohuslän, Västra Götalands län. Pastoratet tillhör Göta Älvdalens kontrakt (före 1 april 2007 Älvsyssels södra kontrakt) i Göteborgs stift.
Pastoratet består av följande tre församlingar:
- Solberga församling, pastoratets moderförsamling i Kungälvs kommun,
- Hålta församling, annexförsamling i Kungälvs kommun och
- Jörlanda församling, annexförsamling i Stenungsunds kommun.

Pastoratskod är 080504.

## Galleri

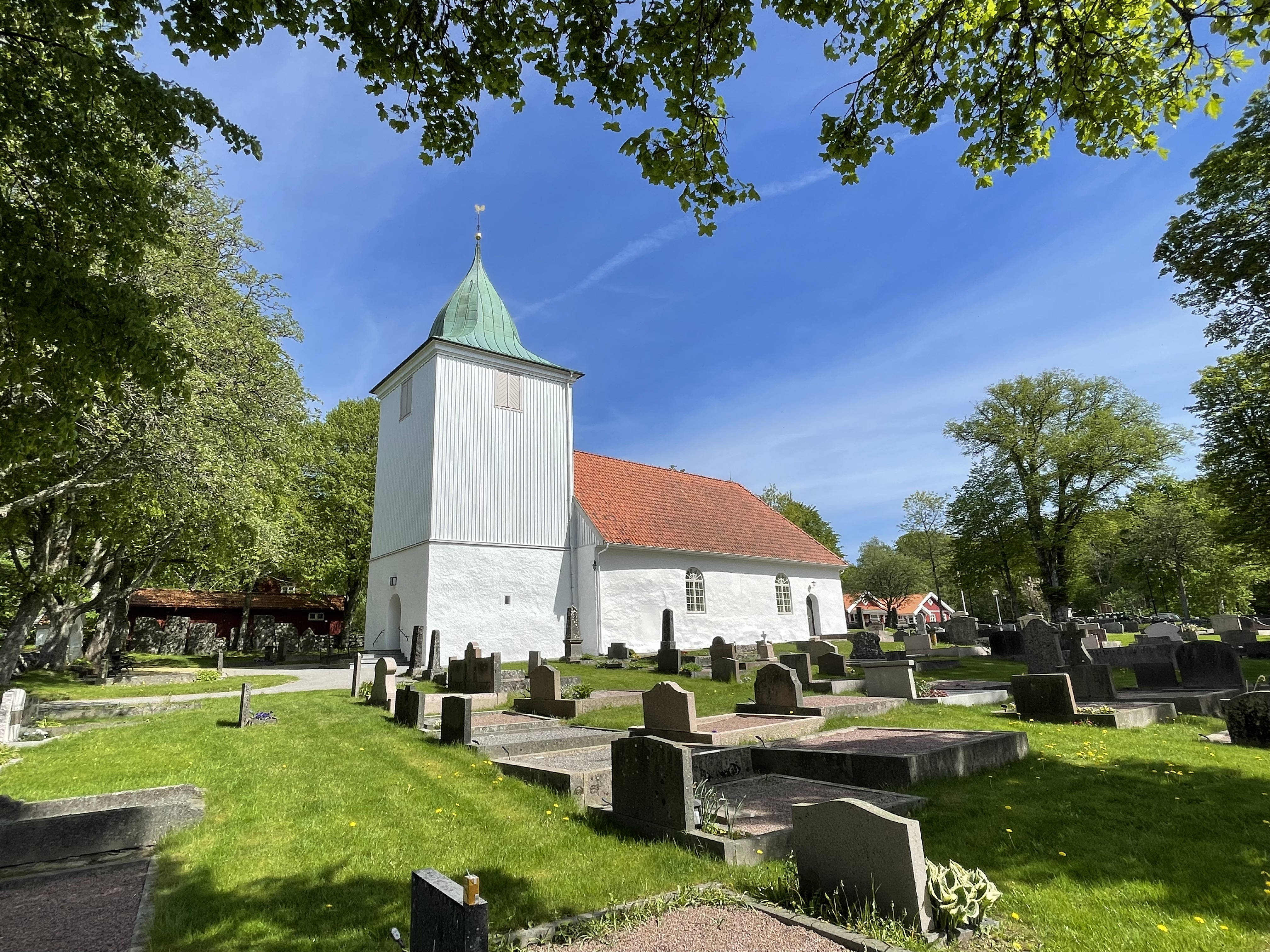
Hålta kyrka, den ena av de båda annexförsamlingarnas kyrkor.
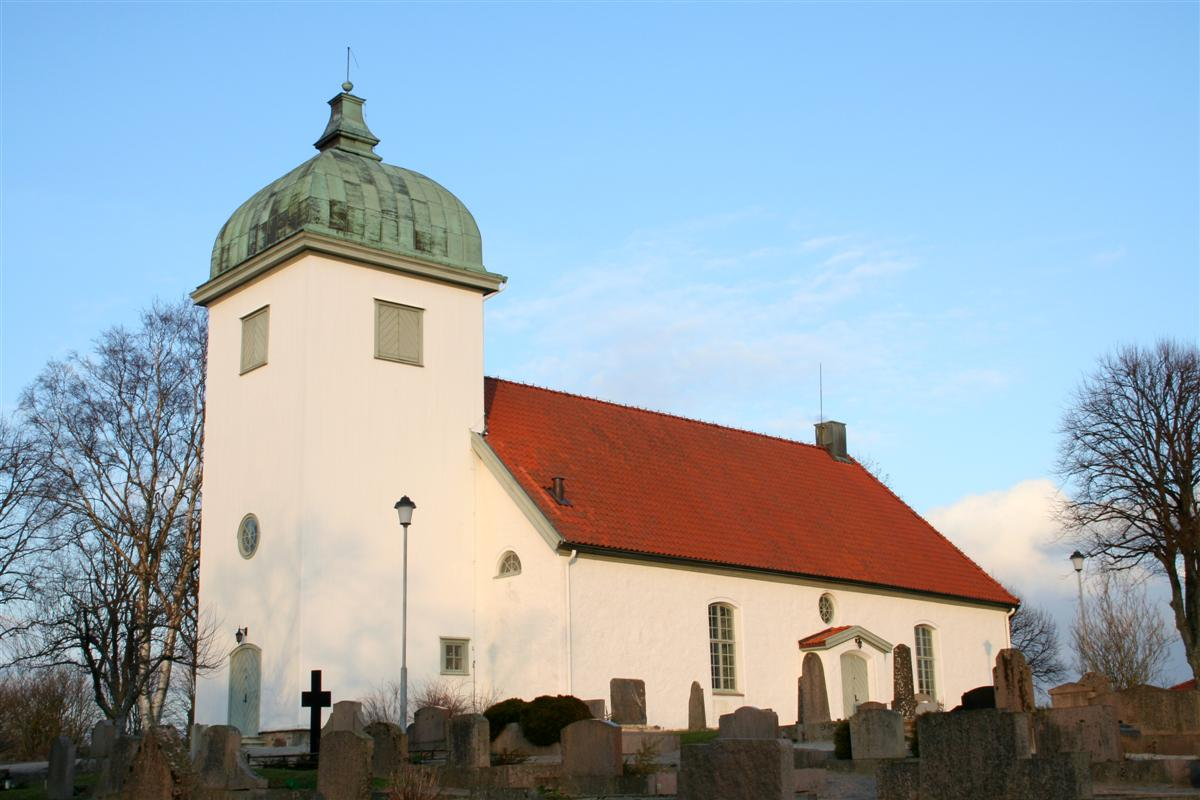
Jörlanda kyrka, den andra av de båda annexförsamlingarnas kyrkor.